# Скрипино (Тереньгульский район)
Скрипино — деревня в Тереньгульском районе Ульяновской области. Входит в состав Михайловского сельского поселения.

## География
Деревня находится на реке Пайдурка, на расстоянии примерно 20 км (по прямой) на юг от посёлка Тереньга, административного центра района.

## История
В 1913 году в селе было учтено 68 дворов и 415 жителей. В 1990-е годы работал СПК им. Данилова.

## Население
| 2010 |
| ---- |
| 63   |

### Национальный состав
Согласно результатам переписи 2002 года, в национальной структуре населения русские составляли 98 % из 41 чел.

## Достопримечательности
Южнее села расположены «Скрипинские кучуры» — памятник природы с 6 июня 1987 года, входит в состав лесного фонда Елшанского лесничества Тереньгульского лесхоза.

## Известные уроженцы
- Копылов, Николай Фёдорович (1918—1994) — советский хозяйственный деятель.